# Nothodiplax dendrophila
Nothodiplax dendrophila is een libellensoort uit de familie van de korenbouten (Libellulidae), onderorde echte libellen (Anisoptera).
De soort staat op de Rode Lijst van de IUCN als onzeker, beoordelingsjaar 2006.
De wetenschappelijke naam Nothodiplax dendrophila is voor het eerst geldig gepubliceerd in 1984 door Belle.